# NGC 520
NGC 520 je  dvojice kolidujících galaxií v souhvězdí Ryb. Její zdánlivá jasnost je 11,3m a úhlová velikost 3,4′ × 1,7′. Od Země je vzdálená 105 milionů světelných let. Objevil ji William Herschel 13. prosince 1784. Galaxie je zařazena do Katalogu pekuliárních galaxii s označením Arp 157.